# USCGC Midgett (WHEC-726)
USCGC Midgett (WHEC-726) – dwunasty i ostatni okręt patrolowy (według oficjalnej klasyfikacji high endurance cutter) typu Hamilton, należący do United States Coast Guard. Bazuje w Seattle i znajduje się pod dowództwem operacyjnym i administracyjnym Dowódcy Obszaru Pacyfiku (Commander, Pacific Area (COMPACAREA)).
Stępkę jednostki położono 5 kwietnia 1971 w Avondale Shipyard w Nowym Orleanie. Kuter został zwodowany 4 września 1971. Wszedł do służby 17 marca 1972. Wycofany ze służby 7 stycznia 1991 przeszedł przez program  Fleet Renovation and Maintenance (FRAM). Otrzymał status "w specjalnej służbie" (ang.  In Commission Special) 25 kwietnia 1992. Wrócił do pełnej służby w lutym 1993. 
Okręt jest jednostką uniwersalną, zaprojektowaną do pełnienia wielu zadań, w tym m.in. poszukiwawczo-ratowniczych, wymuszania prawa morskiego, kontroli imigracyjnej. Utrzymuje także gotowość do wspierania US Navy i członków NATO. Zwykle jego rejsy odbywają się m.in. po wodach Morza Beringa i Alaski.